# Снижение затрат
Снижение затрат (англ. cost reduction) — снижение ненужных расходов за счет изменения сферы применения или сокращения частоты обслуживания, не оказывая негативного влияния на конечный результат.

## Определение
По мнению ряда экономистов снижение затрат — это снижение ненужных расходов за счет изменения сферы применения и сокращения частоты обслуживания, не оказывая негативного влияния на конечный результат. Например, розничный магазин может пересмотреть ежемесячную услугу по уборке пола в своих помещениях и сократить частоту до ежеквартального графика в течение месяцев вне их напряженного сезона.

## Мероприятия по снижению затрат
Мероприятия по снижению затрат:
- уменьшение затрат на оплату труда и страховые взносы (повышение производительности труда и снижение трудоёмкости, повышение уровня механизации и автоматизации, реконструкция и модернизация оборудования);
- уменьшение затрат на материалы (уменьшение материалоёмкости продукции, внедрение новых видов материалов, замена устаревшего оборудования и внедрение новых технологий);
- уменьшение затрат на содержание и эксплуатацию оборудования (совершенствование организации производства и труда, использование режимов экономии);
- уменьшение непроизводительных затрат;
- уменьшение складских и транспортных затрат (оптимизация запасов материалов, незавершенного производства и готовой продукции на складе, проведение маркетинговых исследований, оптимизация каналов сбыта, эффективная реклама; изменение уровня внешней кооперации, замена поставщиков, периодичности поставок и условий оплаты);
- уменьшение удельных постоянных затрат (оптимизация производственной программы и увеличение выпуска продукции);
- возможность оперативного регулирования затрат, повышение ответственности (внедрение эффективной системы управленческого учета и управления по центрам затрат, обучение и повышение квалификации штата).